# Anomaloterga
Anomaloterga is een geslacht van rechtvleugeligen uit de familie krekels (Gryllidae). De wetenschappelijke naam van dit geslacht is voor het eerst geldig gepubliceerd in 2010 door de Mello & Bolfarini.

## Soorten
Het geslacht Anomaloterga  is monotypisch en omvat slechts de volgende soort:
- Anomaloterga mantiqueirae (de Mello & Bolfarini, 2010)